# بيتر هيدجيز
بيتر هيدجيز (بالإنجليزية: Peter Hedges)‏ (6 يوليو 1962، ويست دي موينز في الولايات المتحدة)؛ كاتب سيناريو، كاتب، مخرج أفلام وروائي أمريكي.

## روابط خارجية
- بيتر هيدجيز على موقع IMDb (الإنجليزية)
- بيتر هيدجيز على موقع ألو سيني (الفرنسية)
- بيتر هيدجيز على موقع أول موفي (الإنجليزية)
- بيتر هيدجيز على موقع بوكس أوفيس موجو (الإنجليزية)
- بيتر هيدجيز على موقع قاعدة بيانات برودواي على الإنترنت (الإنجليزية)
- بيتر هيدجيز على موقع قاعدة بيانات الأفلام السويدية (السويدية)
- بيتر هيدجيز على موقع قاعدة بيانات الفيلم (الإنجليزية)
- بيتر هيدجيز على موقع كينوبويسك (الروسية)